# Corrida de rejón

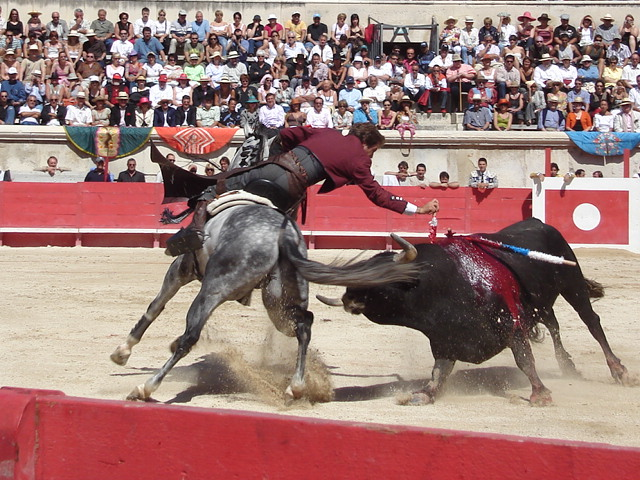
Un rejoneador durant una corrida de rejón posant banderilles curtes

La corrida de rejón és una forma de tauromàquia en què el toro és combatut per un genet, el rejoneador. Es sinònim de «toreig a cavall».

## Presentació
Es practica allà on es practica la corrida a peu. El seu desenvolupament inclou (com la corrida a peu), tres tercios, durant els quals el rejoneador utilitza dos tipus de rejón:
- al primer terç, el «rejón del càstig», una javelina de fusta de 160 cm amb un ferro de 15 cm fixat a la fusta.
- al tercer terç, el «rejón de la mort», equipat amb una fulla d'espasa que substitueix el ferro del rejón del càstig.

En portuguès, el rejón es diu farpa. També és el nom de les banderilles més llargues. Històricament, el rejón és una extensió de la javelina usada en la caça per cavallers del segle xvi. És l'eina essencial del toreig a cavall.
A França, les disposicions relatives a la corrida de rejón estan recollides a l'article 88 del Reglament de la Unió de les ciutats taurines franceses.

## Desenvolupament de la correguda
Primer es dona una volta a la plaça al paseo i saludar al President de plaça.
Durant el primer terç (el terç de càstig), el rejoneador planta els «rejón del càstig» (que substitueixen la pica de la correguda a peu). Acaben amb una fulla d'acer en forma de pera que és menys eficaç que les piques i no s'han d'empènyer profundament per no ferir greument l'animal. El seu nombre varia d'un a tres. D'acord amb el Reglament de la Unió de les ciutats taurines franceses., article 88, paràgraf 5, els rejoneadors no poden posar més de tres «rejón del càstig» a cada animal.
El segon terç (el terç de banderilles) correspon a la faena de muleta del toreig a peu. El mateix rejoneador posa les banderilles al seu oponent: «És la seqüència més artística i la més brillant». El rejoneador pot posar banderilles més llargues que les que es fan servir a la correguda a peu (fins a 80 cm), banderilles «molt curtes» (per tant més difícils de plantar), o les banderilles anomenades «roses» (inventades per Antonio Cañero el 1921, formades per un eix de 20 cm de longitud i un arpó de 8 mm). Segons l'article 88 del Reglament de la Unió de les ciutats taurines franceses, el rejoneador no pot col·locar més de tres banderilles llargues, tres curtes o tres roses, si intervé sol. Si intervenen en parella, segons l'article 88 de la mateixa normativa, els rejoneadors poden col·locar quatre banderilles llargues roses, quatre llargues i quatre roses. Igual que amb les corregudes a peu, el rejoneador pot practicar banderilles de diverses maneres: «al quiebro», «de Cara» ,«a tira» (lateral), «a garupa» (a la gropa), «por dentro» (des de dins), «fins a l'estrep», «a media vuelta», i plantar les banderilles «a l'estrep», «a la sella passada», «a la gropa»,...
En el tercer terç (el terç de la mort), la mort del toro es duu a terme fent servir el «rejón de la mort» amb el qual el rejoneador fa l'estocada al toro. El «rejón de la mort» és una javelina de la mateixa mida que el «rejón del càstig», però inclou una fulla d'espasa de doble tall.
És el President qui decideix quan el rejoneador pot utilitzar el «rejón de la mort». El matador té llavors cinc minuts per matar. Si al final d'aquests cinc minuts el toro continua viu, el genet ha de baixar a l'arena i utilitzar l'espasa com el matador a peu. La «suerte de matar» (matar el toro) es pot realitzar de diverses maneres: «a recibir», «atacando», «de poder a poder»,...
El rejoneador ha de fer una feina reeixida per ser premiat amb una, dues orelles o dues orelles i cua.

## Els cavalls

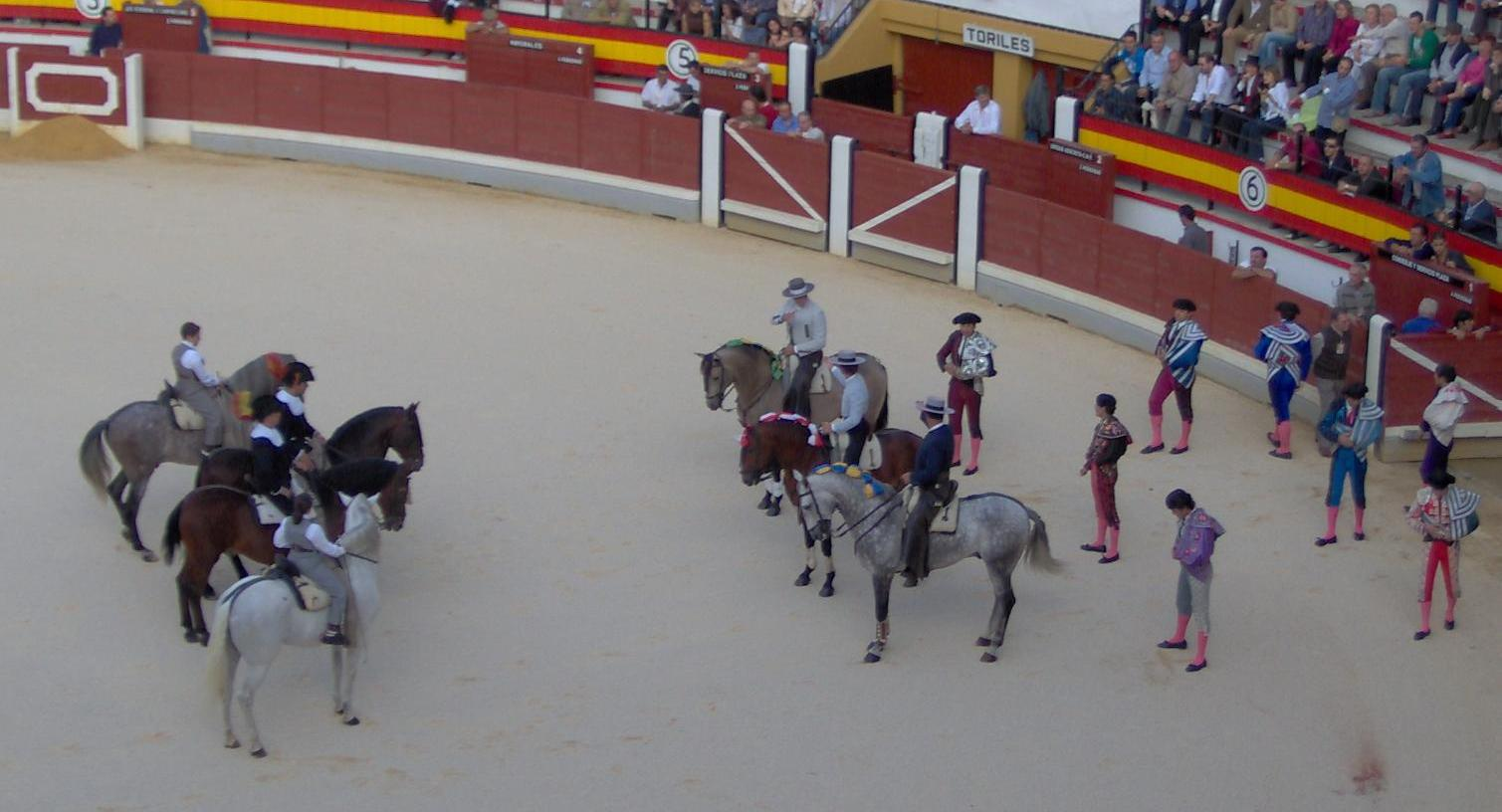
Preparació del paseo de rejón

El cavall lusità és el més utilitzat en aquest espectacle, però també s'utilitzen altres races: andalús, àrab, American Quarter, amb creuaments: lusità / àrab, angloàrab, andalús / àrab andalús / angloàrab.
El rejoneador utilitza un cavall per terç: el cavall del paseo, el cavall del terç del càstig, el cavall del terç de banderilles, i el cavall del terç de la mort. Segons l'article 88 del Reglament de la Unió de les ciutats taurines franceses, el rejoneador està obligat a presentar un cavall més que animals amb que ha de torejar.
La mida mitjana del cavall està entre 1,50 i 1,60 m. Els cavalls més petits no són prou ràpids i els més grans es consideren maldestres a les arenes petites. Un bon cavall de rejón ha de tenir l'esquena musculada i una bona boca, per compensar les acceleracions sobtades i les frenades curtes.
El cavall jove s'entrena als tres anys, després d'una preparació prèvia de sis mesos. En el primer any d'entrenament es provar la seva valentia contra un toro erigit. Tanmateix, al final d'alguns entrenaments, es col·loca davant del caretón (un carruatge amb cap de toro). A continuació, l'entrenament es converteix en un entrenament taurí, combinant la doma clàssica i la tauromàquia. Finalment se li presenta als vedells (menys d'un any d'edat), després als novillos (dos i tres anys), després als toros de més de tres anys, fins que surt en una correguda real.

## Els toros
Les castes de toros generalment escollides per a la corrida de rejón, són les que presenten la capacitat de sostenir un galop llarg i sostingut (per exemple, Murube). Les banyes del toro no estan embolades, però el reglament autoritza a esmussar-es per a protegir el cavall. Segons Paul Casanova i Pierre Dupuy, per reduir encara més el risc que pot patir el cavall, i que el seu llarg entrenament i les seves qualitats siguin valuoses, la majoria dels toros de rejón gairebé no han passat l'etapa de novillos.
Actualment, els genets portuguesos entrenen primer els seus cavalls davant de bous castrats per fer-los passar la por.

## Galeria d'imatges

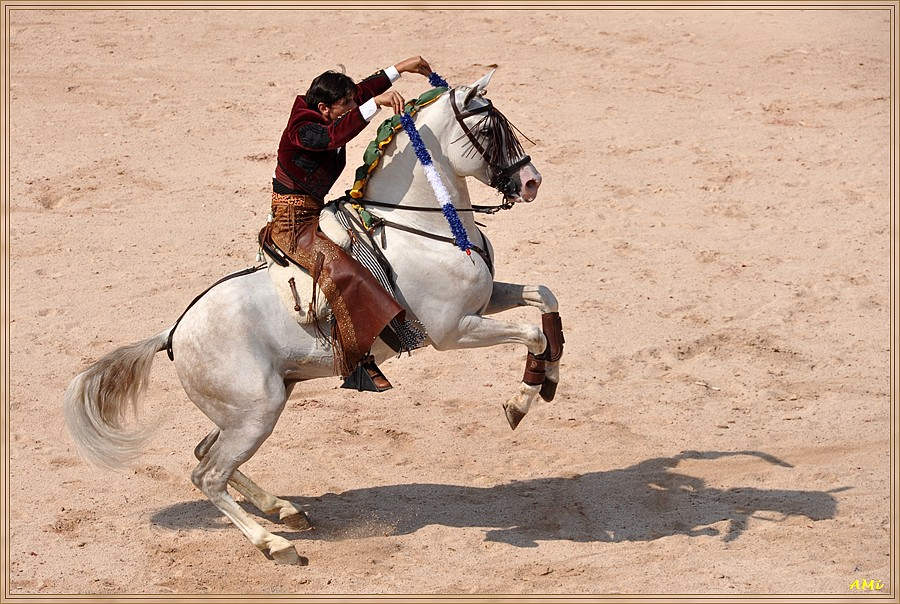
Diego Ventura a Arles a la Fira del Riz de 2009
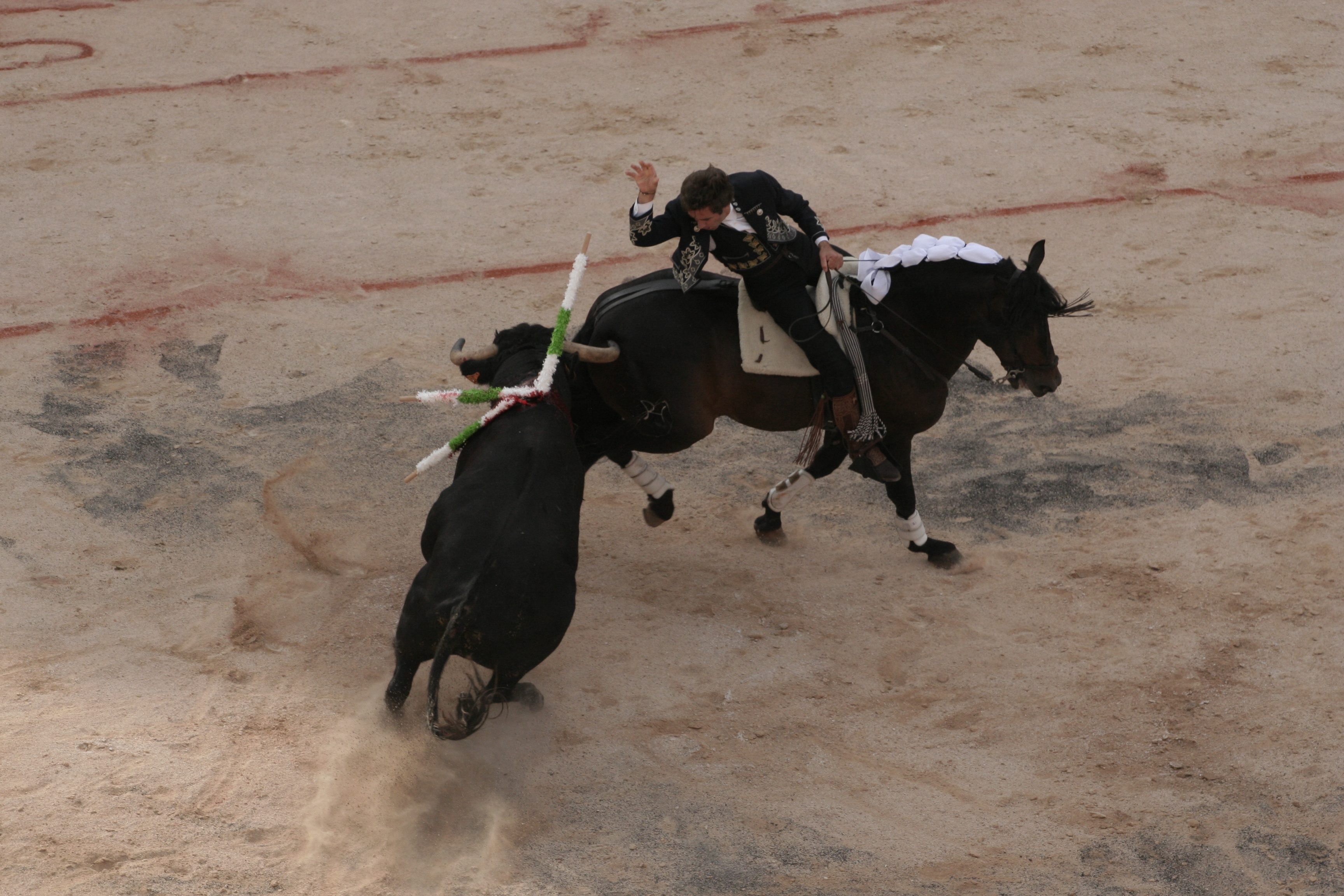
Pablo Hermoso de Mendoza a Arles, amb la postura de La Rose
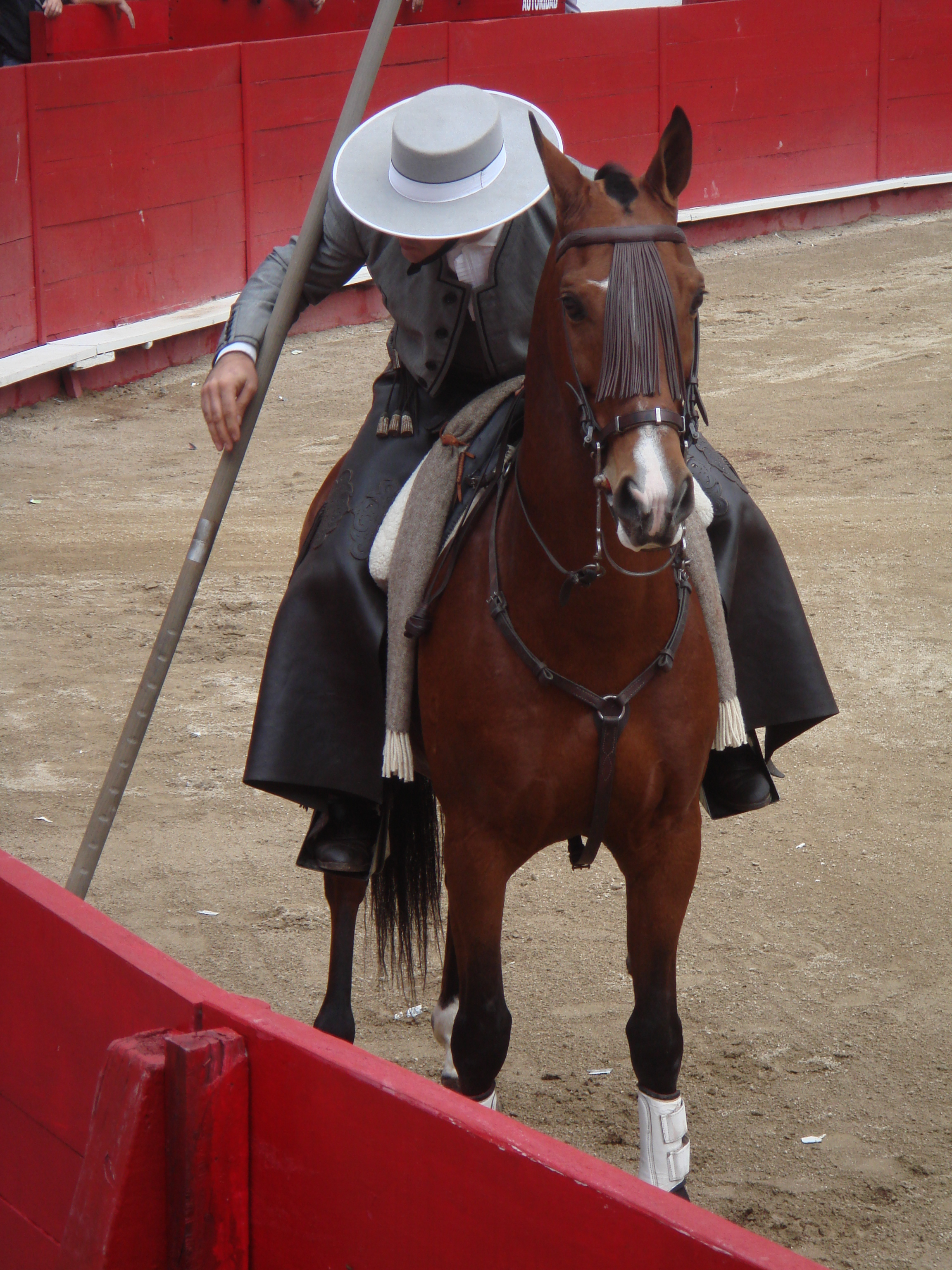
Álvaro Montes rebent en toro amb una garrocha
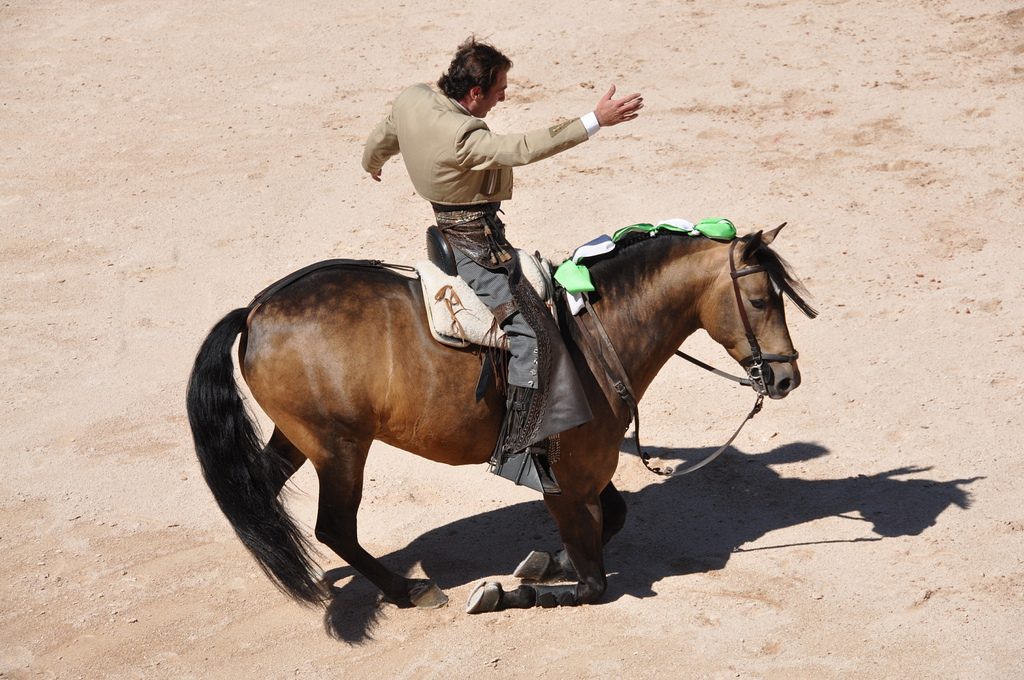
Andy Cartagena a Arles, a la fira de Pàsqua de 2010